# 유기 (동오)
유기(劉基, 184년 ~ 232년)는 중국 후한 말 ~ 삼국 시대 오나라의 정치인이다. 자는 경여(敬輿)이며 청주 동래군 모평현(牟平縣) 사람이다. 양주자사 유요의 아들이다.

## 행적
유기는 용모가 아름다워, 나중에 주군이 되는 손권에게서 경애를 받았다.
유기의 아버지 유요는 후한의 양주자사로서 양주에서 자립하려는 원술에게 오군 곡아현을 거점으로 저항했으나, 끝내 패배하고 예장군으로 달아나 그곳에서 죽었다. 그때 유기는 14세였는데, 예법에 따라 아버지의 상을 치르고 아버지의 옛 관리들이 보내는 물건도 일절 받지 않았다. 어려서 많은 어려움과 심한 고생을 겪었지만, 스스로 불쌍하다고 여기지 않았고, 동생들과 함께 살면서 아버지처럼 존경을 받았다. 함부로 교유 관계를 넓히지 않아 빈객은 적었다.
219년, 손권이 표기장군이 되어 막부를 꾸리면서, 유기를 등용하여 막부의 속관인 동조연으로 삼았고, 나중에 보위교위, 건충중랑장을 역임했다.
221년, 손권이 오왕이 되자 대사농으로 승진했다. 낭중령으로 전임했고, 황룡 원년(229년)에 손권이 황제가 되면서 광록훈 · 분평상서사를 맡았다.
대사농 시절, 우번이 주연에서 거짓으로 술에 취한 체 하며 술을 마시지 않아 손권이 크게 노하여 칼을 뽑아 우번을 죽이려 하자, 손권을 끌어안고 말렸다. 손권은 쉽게 분노를 가라앉히지 못했으나 유기의 말을 받아들여 우번을 죽이지 않았고, 이후 주연에서는 자기가 사람을 죽이라고 해도 죽이지 못하게 하도록 명령했다. 또한 손권이 유기를 총애하는 것이 두터웠는데, 그것이 잘 드러나는 일화가 있다. 대사농 시절, 연회 중에 비가 내리자 자신과 유기에게만 비를 피할 덮개를 씌우게 했다.
이후 49세의 나이로 병사했다.

## 유족
유기에게는 딸이 있었다. 유기 사후, 손권이 유기의 딸을 아들 노왕 손패에게 시집보냈으며, 또 유기의 가족들에게는 좋은 집 한 채를 내리고, 계절마다 장씨 · 전씨 일가와 동등하게 물품을 하사했다. 또, 유기의 동생들인 유삭과 유상은 모두 기도위를 지냈다.

## 평가
육기의 《변망론》에서는 유기를 낙통과 함께 강경한 간언으로써 주군 손권의 허물을 보하게 했다고 언급했다.

## 같이 보기
- 삼국지 인물 목록